# Upogebia issaeffi
Upogebia issaeffi (лат.) — вид морских десятиногих раков из семейства Upogebiidae. В ископаемом состоянии неизвестен.
Длина тела до 7 см. Рострум мощный, короткий и широкий. Вторая пара антенн с рудиментарной чешуёй. Тельсон и хвостовые ножки могут использоваться для плавания. Клешни практически одного размера. Неподвижный палец клешни с крупным зубцом на середине хватательного края. На внутренней стороне подвижного пальца клешни 6—11 узких косых рёбрышек. Ладонь ложной клешни ходильных ног 3-й пары не имеет зубцов по нижнему краю.
Обитает в заливе Петра Великого в заиленных бухтах на небольших глубинах (1—6 м).. Живёт в норах. Питается мелкими донными организмами и детритом. Примерно 4 % экземпляров Upogebia issaeffi из залива Восток были заражены паразитической изоподой Orthione griffenis.